# 聯合國安全理事會第73號決議
《聯合國安理會73號決議》是1949年8月21日在聯合國安全理事會第437次會議通過的。安理會對巴勒斯坦衝突各方成功簽署停戰協定表示滿意，同時亦希望各方能早日為所有未解決問題取得共識。由於任務完成，故這項決議解卸代理調解專員的職責。因為可能有繼續監督停火令及停戰協定的需要，所以此決議還請求聯合國秘書長安排停戰監察組職繼續服務。此決議亦請停戰監察組職的參謀長向就停火的執行向安理會報求。
該決議在烏克蘭蘇維埃社會主義共和國和蘇聯棄權下，以9票對0票通過。

## 外部連結
- 73號決議全文 （页面存档备份，存于）